# Ligne 201 (Infrabel)
Pour les articles homonymes, voir Ligne 201.

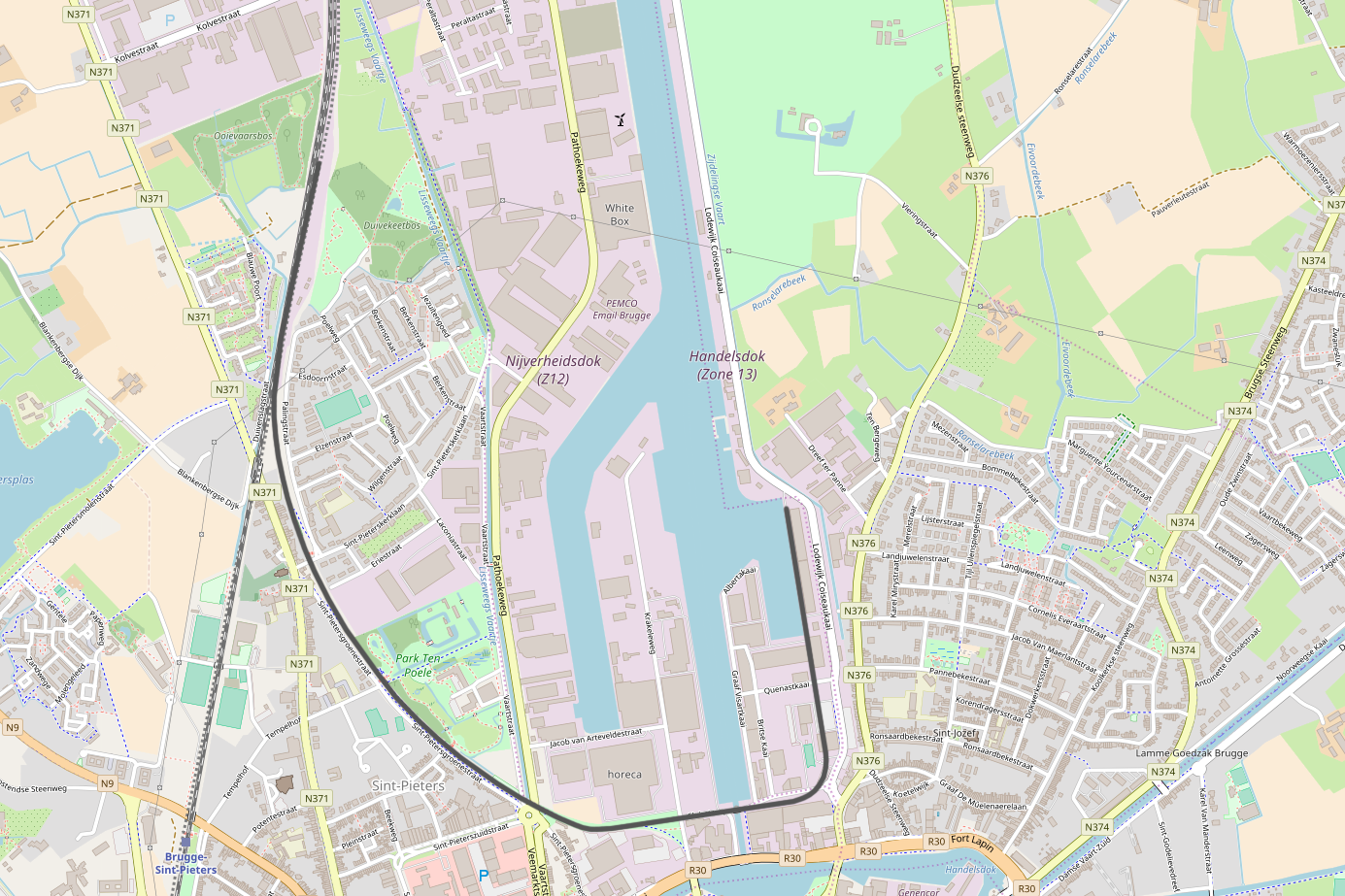
Carte de la ligne

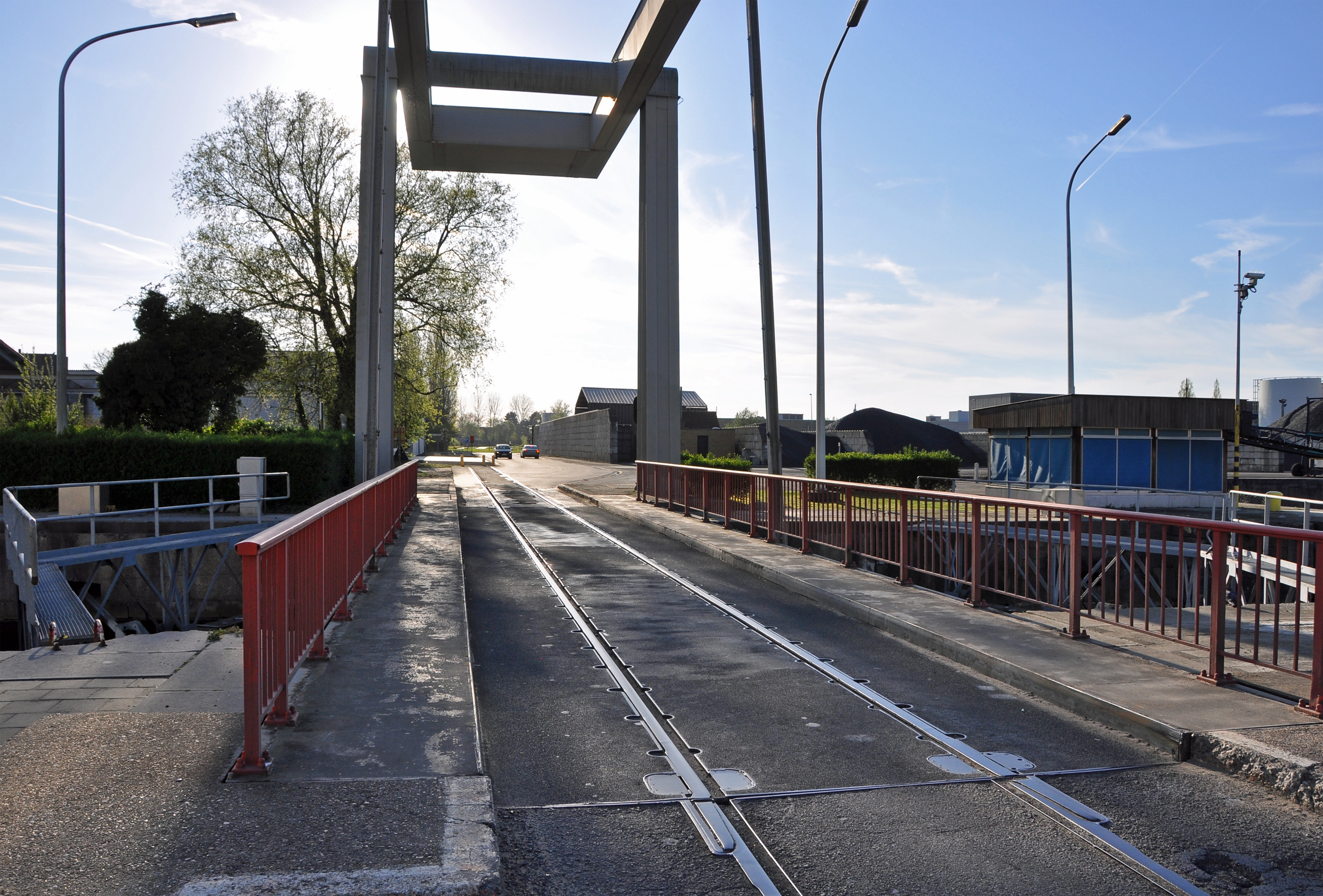
Voie sur le pont sur l'Écluse Baudouin à Bruges

La ligne 201 était une ligne ferroviaire industrielle belge qui reliait Bruges-Dijk à Bruges-Zeehaven.
Elle était connectée à la ligne 51. La ligne a été mise hors service en 2001 et démontée en 2006.